# Mikuláš Antonín Číla

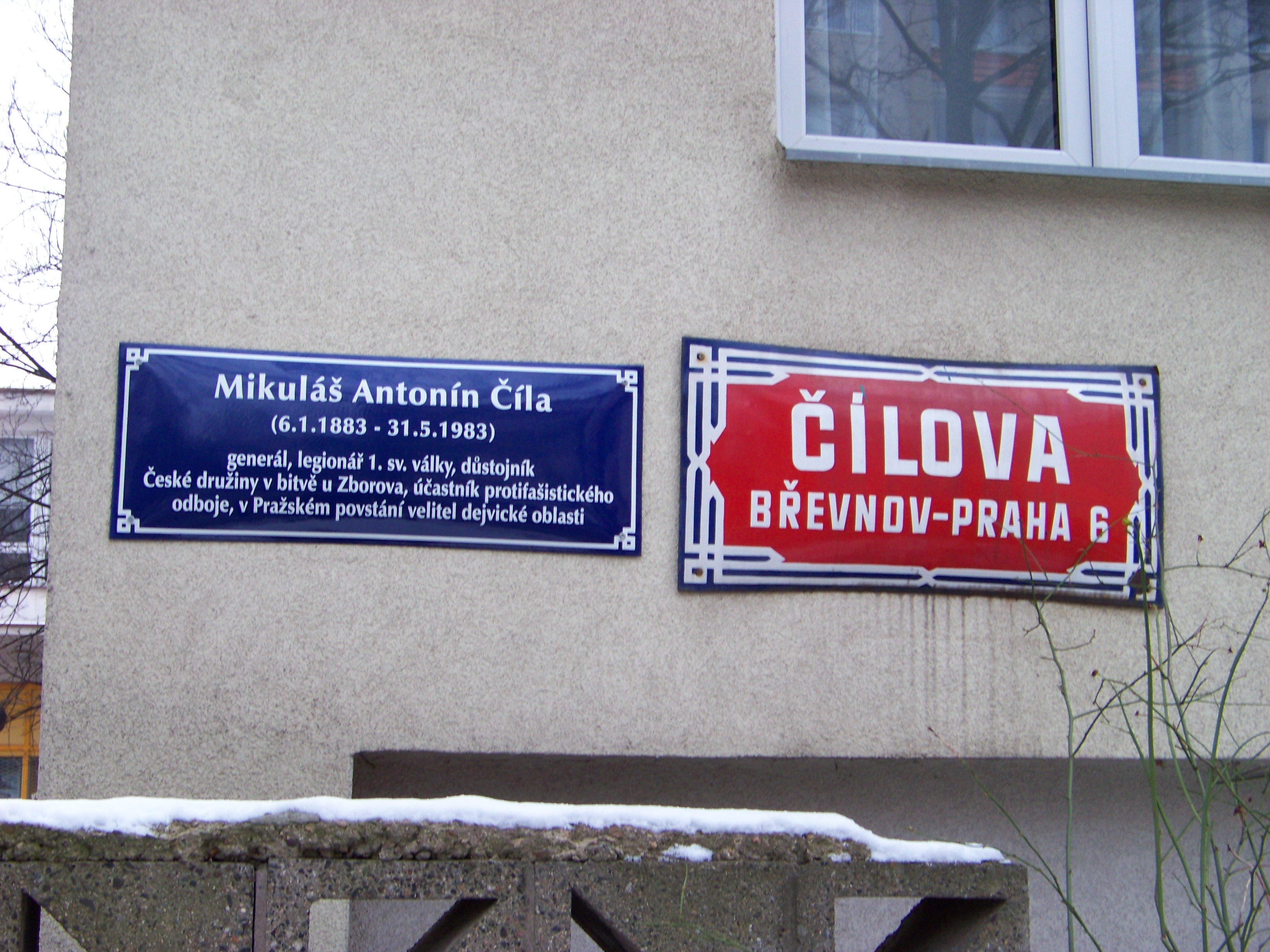
Označení Čílovy ulice na pražských Petřinách

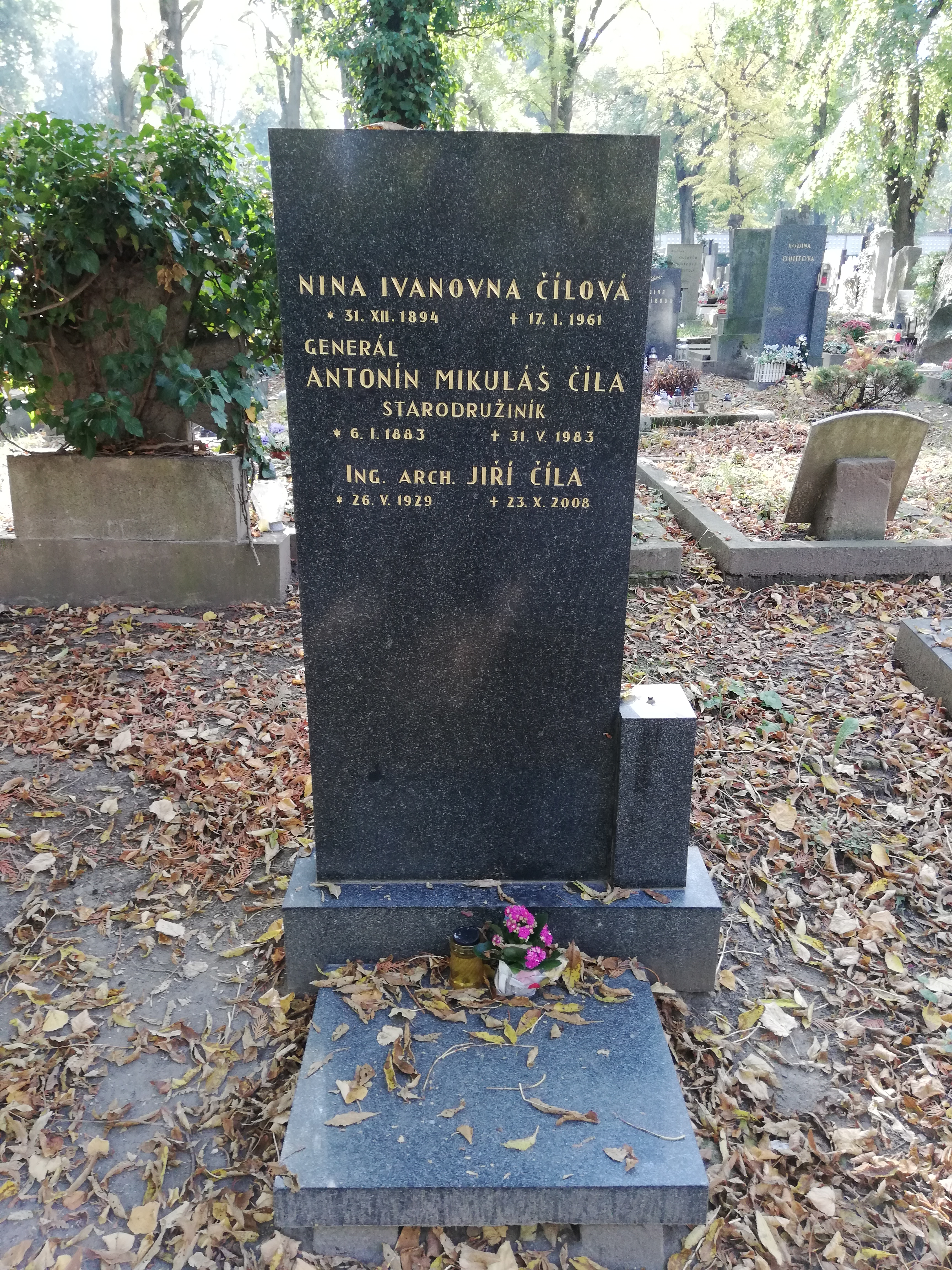
Rodinný hrob v Praze na Olšanských hřbitovech (2ob, 20, 3)

Mikuláš Antonín Číla, křtěný Antonín Otakar, (6. ledna 1883 Nová Paka – 31. května 1983 Praha) byl český učitel a akademický malíř, legionář na ruské frontě a československý brigádní generál.

## Život
V rodném městě se vyučil hrnčířem a malířem porcelánu, poté studoval v letech 1900–1903 na odborné keramické škole v Bechyni a následně do roku 1909 dekorativní a figurální malbu na Uměleckoprůmyslové škole v Praze.
Byl aktivním členem Sokola, pro spolek také navrhoval plakáty a diplomy.
V bitvě u Zborova byl důstojníkem České družiny. Jako legionářský velitel hájil bezpečnost transsibiřské magistrály a prošel Ruskem až do Vladivostoku. Velel oddílům předávajícím v Irkutsku tzv. carský ruský zlatý poklad při evakuaci legií z magistrály do Vladivostoku.
Křestní jméno Mikuláš, resp. Nikolaj, přijal během pobytu v Rusku, když přešel k pravoslavné víře.
Za první republiky působil v hodnosti generála jako zemský velitel v Brně.
Během druhé světové války byl účastníkem protinacistického odboje, v Pražském povstání byl velitelem dejvické oblasti.

## Rodina
- Bratr Otakar Číla (* 10. března 1894 Nová Paka), též legionář[7] a akademický malíř;
- bratr Bohumír Číla – malíř a restaurátor;[8]
- manželka: Nina Ivanovna Čílová (rozená Krjukovská)[9](* 31. prosince 1894, Jekatěrinburg[10] – † 17. ledna 1961) je uvedena na náhrobku rodinného hrobu v Praze na Olšanských hřbitovech (2ob, 20, 3);
- syn: Ing. Arch. Jiří Číla (* 26. května 1929 – † 23. října 2008)[9] je uveden na náhrobku rodinného hrobu v Praze na Olšanských hřbitovech (2ob, 20, 3).

## Vyznamenání
- 1915  Kříž sv. Jiří, 3. stupeň
- 1915  Řád sv. Jiří, 4. stupeň
- 1915  Svatojiřská medaile [11], 3. stupeň
- 1916  Řád sv. Stanislava, 3. třída s meči a mašlí
- 1916  Svatojiřská medaile, IV. stupeň
- 1917  Řád sv. Anny, IV. třídy
- 1917  Řád sv. Jiří, 4. stupeň udělen podruhé
- 1919  Řád sokola, s meči
- 1919  Řád za vynikající službu
- 1919  Československý válečný kříž 1914–1918
- 1920  Válečný záslužný kříž [12]
- 1920  Československá revoluční medaile
- 1921  Řád čestné legie, V. třída - rytíř
- 1921  Československá medaile Vítězství
- 1924  Řád medvědobijce [13]
- 1938  Pamětní odznak Čs. dobrovolce z let 1918–1919 [14]
- 1947 Pamětní medaile 3. střeleckého pluku Jana Žižky z Trocnova [15]
- 1947  Pamětní medaile 10. střeleckého pluku Jana Sladkého Koziny [16]
- 1947  Zborovská pamětní medaile [17]
- 1968  Medaile Za zásluhy o obranu vlasti
- 1998  Řád Bílého lva, II. třída - vojenská skupina

## Ocenění
Je po něm pojmenována ulice na pražských Petřinách.
28. října 1998 byl z rukou prezidenta Václava Havla in memoriam vyznamenán Řádem Bílého lva II. třídy (vojenská skupina).
V roce 2008 mu byl věnován díl dokumentárního seriálu Neznámí hrdinové.